# LTE (réseaux mobiles)

Pays équipés début 2018 de réseaux mobiles LTE :
réseaux commerciaux.
réseaux en cours de déploiement.
réseaux en test.

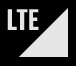
Symbole LTE affiché dans la barre de notification d'un smartphone sous Android 5.

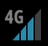
Symbole 4G affiché dans la barre de notification d'un smartphone sous Android 4.1.

Pour les articles homonymes, voir LTE.